# Julia et Julia
Ne doit pas être confondu avec Julie et Julia.

Julia et Julia (Giulia e Giulia) est un film italien de 1987, réalisé par Peter Del Monte. Il met en vedette Kathleen Turner dans le rôle de Julia, Gabriel Byrne interprète son mari Paolo et Sting joue son amant Daniel.

## Synopsis
Julia (Kathleen Turner) est une jeune Américaine vivant à Trieste, en Italie, qui est veuve le jour de son mariage lorsque son mari Paolo (Gabriel Byrne) est tué dans un accident de voiture. Six ans plus tard, Julia vit toujours à Trieste et travaille à temps plein dans un office de tourisme local. Elle reste toujours en contact étroit avec la mère et le père de Paolo, mais est froide et distante avec ses collègues au bureau et refuse de poursuivre sa vie ou de reprendre ses fréquentations.
Un soir après le travail, Julia conduit sa voiture à travers une brume mystérieuse et surnaturelle à l'entrée d'un tunnel avant de retourner dans son appartement pour découvrir une étrange femme qui y habite. De l'autre côté de la rue, dans l'élégante maison qu'elle et Paolo avaient achetée et qu'elle n'a jamais vendue, elle le retrouve lui et leur fils de cinq ans, Marco, ils se comportent avec elle comme s'ils avaient toujours été ensemble et que l'accident mortel ne s'était jamais produit. Paolo est un bourreau de travail dédié à sa carrière de concepteur de navires et une Julia agitée a pris le photographe britannique Daniel (Sting) comme amant.
Perplexe mais heureuse de retrouver son mari, Julia tente de réparer son mariage, mais se retrouve soudain à nouveau veuve et seule deux jours plus tard lorsqu'elle se retrouve transportée dans la réalité actuelle qu'elle connaît. Au cours des semaines suivantes, Julia commence à osciller entre deux mondes différents, mais elle a de plus en plus de mal à déterminer lequel est la réalité et lequel est un fantasme et commence à remettre en question sa propre santé mentale.
Les deux mondes de Julia commencent à se ressembler lorsque, dans son monde de veuve, elle rencontre Daniel après qu'il soit entré dans le bureau de voyage et éprise de lui, elle lui demande s'il veut sortir avec elle. Réticent au début, Daniel accepte l'offre de Julia et bientôt ils s'impliquent dans une aventure extraconjugale, elle vit exactement la même chose dans le monde imaginaire avec son mari et son fils toujours vivants. Lorsque Daniel devient plus possessif et contrôlant avec Julia, elle essaie de rompre mais il refuse de laisser leur relation se terminer. Déterminée à se libérer d'une romance sans amour, Julia finit par tuer Daniel en le poignardant à mort dans sa chambre d'hôtel un soir, puis en jetant le corps dans la baie.
Enfin libérée de sa relation avec Daniel, Julia quitte alors son travail et se consacre désormais entièrement à son idylle avec Paolo et leur fils. Cependant, quelques jours plus tard, alors qu'elle se rend au marché pour faire des courses, Julia est interpellée par la police qui l'interroge sur la disparition de Daniel. Lorsqu'elle est pressée de donner un alibi pour le jour où Daniel a disparu, Julia dit à l'enquêteur de police qu'elle était avec son mari malgré une romance sexuelle avec Daniel. Lorsque l'inspecteur dit à Julia que son mari est mort depuis six ans, Julia s'effondre en refusant de croire que Paolo soit vraiment mort et avoue, peu de temps après, avoir tué Daniel.
Dans la scène finale, Julia réside dans un hôpital psychiatrique où elle dit à la mère de Paolo venue la visiter qu'elle se sent maintenant en paix avec elle-même. Julia passe maintenant tout son temps seule dans sa chambre à écrire des lettres à Paolo et à ses parents tout en gardant un souvenir qu'elle a tiré de son monde imaginaire : une photo d'elle avec son mari Paolo et leur fils Marco ensemble. Il demeure toutefois ambigu de savoir si la photo de famille est réelle ou simplement le fruit de l'imagination de Julia dans son monde imaginaire.

## Fiche technique
Source : IMDb, sauf mention contraire
- Titre original : Julia et Julia
- Réalisateur : Peter Del Monte
- Scénariste : Peter Del Monte, Silvia Napolitano, Sandro Petraglia
- Dialogues : Joseph Minion
- Producteur : Cesare Coppo, Francesco Pinto, Gaetano Stucchi
- Musique du film : Maurice Jarre
- Directeur de la photographie : Giuseppe Rotunno
- Montage : Michael Chandler
- Création des décors : Mario Garbuglia
- Décorateur de plateau : Guido Carrara, Antonio Mornata
- Création des costumes : Danda Ortona
- Coordinateur des cascades : Salvatore Borghese
- Société de production : RAI
- Format :   Couleur - 1,78:1 - 35 mm -  Son Dolby Digital
- Pays d'origine : Italie
- Genre : Film dramatique
- Durée : 98 minutes
- Date de sortie :		
  -  Italie : 3 septembre 1987
  -  France : 25 janvier 1989 à Paris

## Distribution
- Kathleen Turner : Julia
- Gabriel Byrne : Paolo
- Sting (VF : Michel Vigné) : Daniel Osler
- Gabriele Ferzetti : le père de Julia
- Angela Goodwin : la mère de Julia
- Lidia Brocolino : Carla
- Norman Mozzato : Luigi
- Yorgo Voyagis : Goffredo
- Mirella Falco : la femme
- Alexander Van Wyk: Marco
- Francesca Muzio : Sarah
- John Steiner : Alex